# 熊谷うちわ祭
熊谷うちわ祭（くまがやうちわまつり）は、毎年7月19日から23日にかけての5日間（一般向けは20日から22日の3日間）に開催される埼玉県熊谷市鎌倉町にある八坂神社（文禄年間に京都八坂神社より勧請し、以前より鎮座している愛宕神社で合祀されている）の例大祭である。明治時代に祭りに合わせて渋団扇（表面に柿渋を塗った丈夫な団扇）が配られたことからこの名がついた。

## 概要
「関東一の祇園」と称される。

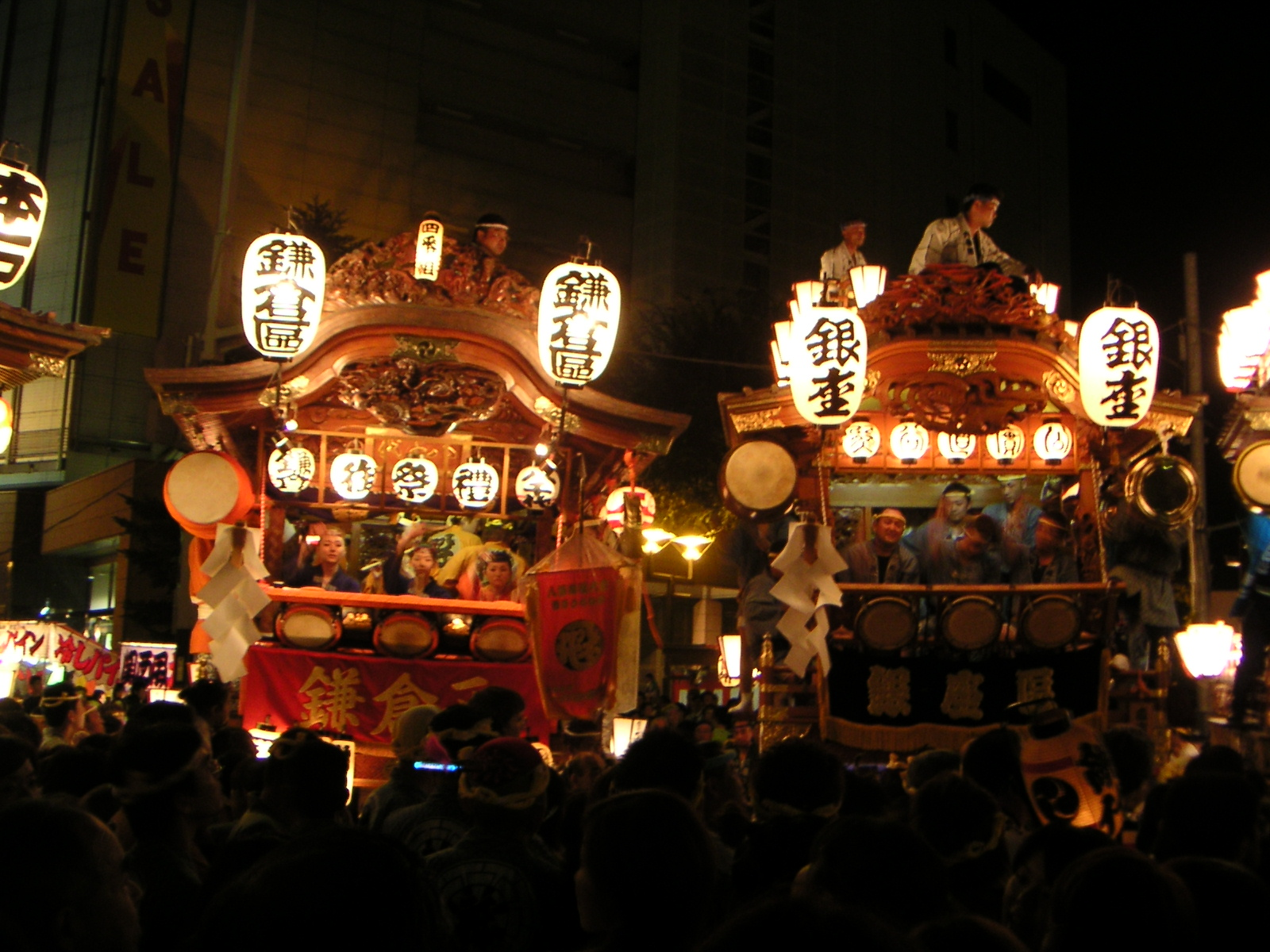
山車と屋台（八木橋百貨店前）

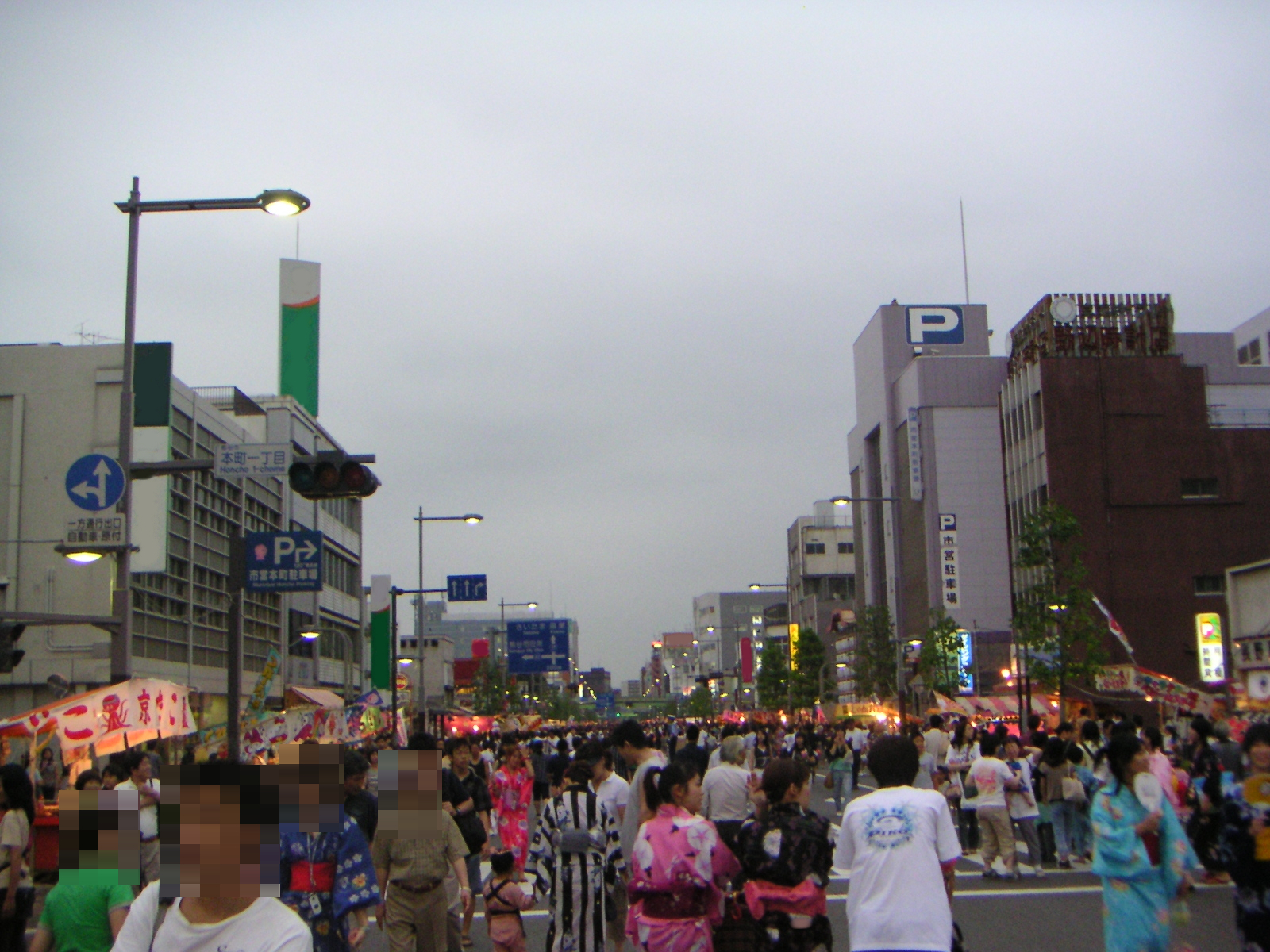
開催中の市街地（車両通行止め中の国道17号）

京都八坂神社から勧請し、現在の市内鎌倉町にあった愛宕神社へ文禄年間（1590年代）に合祀された熊谷の八坂神社の祭礼である。
山車6台・屋台6台が、賑やかな熊谷囃子（近年、関係者は「お囃子は日本一」であると自負している）を鳴らしながら市街地を練り歩く巡行を中心とした祭りであり、連日国道17号を含む中心市街の大部分に交通規制が敷かれる。直径30cm程度の大音量の鉦を用いる囃子、2台以上の山車・屋台を向き合わせる・並べるなどして囃子を競う「叩き合い」に特色がある。期間中、行宮・商店を始め街中の至る所で団扇が配られることからの名であり、特に団扇を用いた催事があるわけではない。
熊谷花火大会・とうろう流し・雪くまなどと共に熊谷の夏の風物詩であり、熊谷市最大の行事である。
現在の祭の形においても、江戸時代・明治時代に確立された数々の行事の原型が残されていることが明らかとなり、2012年3月30日付で、『熊谷八坂神社祭礼行事』として、熊谷市指定無形民俗文化財に指定された。
2020年及び2021年は、新型コロナウイルス感染拡大の影響で一般向け行事が自粛され、必要最低限の関係者による神事（疫病退散祈願）のみを行った。また、これに伴い2020年の年番町（荒川区）及び大総代は、2021年も続けて執り行った。
2022年は、同じく新型コロナウイルスの感染拡大防止対策により、例年より規模を縮小した形で行われ、熊谷駅前の初叩き合いや露店の出店が行われないほか、会場付近では入場規制等を設ける形での開催された。2023年からはほぼ例年通りのスタイルに戻ったが、熱中症対策として巡行祭等日中の大行事を夕方に移行した（これに伴い21・22日の国道17号通行止めの開始時間が、13時からそれぞれ16時・17時に変更された）。

## 歴史

### 神輿祭りの時代
寛延3年（1750年）4月、熊谷宿の町民109名が、それまで寺社ごとに行っていた夏祭りを全町合同で行うことを町役人に願い出て許可されたことから、町を挙げての夏祭りが始まった。これを受けて初代の「御用番」（祭事係）となった6名は現在でも「草分け六人衆」として敬われ、その功績を称えて行宮に家名入りの提灯が掲げられる。当時の御用番には旧家の者のみが就任でき、町人ながら町役人と同等の権限を与えられたと伝えられる。
当初の形態は神輿祭りであったが、その神輿が焼失したため、祭りは一旦衰退する。しかし天保元年（1830年）に神輿が新調されると、再び活気を取り戻した。この頃、祭りの期間中に各商家が疫病除けの赤飯を客に振る舞うようになり、「熊谷の赤飯振る舞い」が名物となったとされる。

### 山車・屋台の祭りへ
1891年、本町三四（現・第二本町区）の菓子舗「中家堂」初代店主・中村藤吉が、東京神田の紺屋が所有していたとされる山車を購入した。これ以降、鎌倉区（1894年）・本町一二（現・第一本町区；1898年）・筑波区（1902年）・仲町区（1906年）が順次山車・屋台を建造・購入し、元来の神輿祭りは、現行の山車・屋台の巡行を中心とする祭りに変貌した。同じ頃、以上の「五ヶ町」が回り番で年番町となり、祭りの統括を行う慣習が定着した。
市街地の拡大等に伴い、弥生町区（1924年）を皮切りに、本石区・石原区（1933年、市制施行を機に）、銀座区・荒川区・伊勢町区（年不明）、桜町区（1979年）が順次祭りに参加するようになった。年番を担当する町区は、前記「五ヶ町」に銀座区・弥生町区・荒川区を加えた「八ヶ町」に拡大した。

### 「うちわ」の由来と現状
“1902年頃より料亭「泉州」が、手間のかかる赤飯に替えて、店名入りの渋団扇を配ったところ、当時の生活必需品とあって好評を博し、他商店が追随した。3銭の買い物に対しても5銭の団扇をサービスし、「買い物は熊谷のうちわ祭の日に」と言われるようになった”というのが定説となっている。うちわが採用された理由は、「泉州」主人が修行で東京に居たときにうちわが飛び交う日本橋小舟町の天王祭を見た影響とされる。最初に「泉州」が配った渋団扇は、東京日本橋小舟町の団扇扇子舗「伊場仙」製のものであったとされる。団扇が赤飯にとって替わった時期については、江戸時代の内とも明治時代中期とも言われるが、確たる資料は現存しない。
火起こしなどに使われた渋団扇は既に生活必需品ではなくなったが、祭りの名称とあって、期間中に団扇を配布する習慣は健在である。現在では、表面は青地に「うちわ祭」の大書や祭りの由来、公式サイトへのQRコード等が書かれた統一デザイン、裏面には店名等が書かれたものが、行宮をはじめ各所で大量に配布されている（なお、柄・骨はプラスチック製になっている）。また、これとは別に祭りの時期に合わせて宣伝広告用の団扇を用意する企業・団体等も少なくない。

### 熊谷囃子の由来
山車・屋台の巡行が始まった当時、熊谷には屋台囃子が存在しなかったため、現在の深谷市北部（旧岡部町を含む）を中心とする近隣の村々に、各町区ごとに囃子方を依頼していた。この状態は長らく続き、1955年頃（昭和30年代）になってようやく自前で囃子を行おうとする機運が生じ、各町区が囃子会を組織するなどして、地元住人によって囃子が行われるようになった。

### 歴代大総代
- 令和元年 - 弥生：栗原弘
- 平成30年 - 銀座：田代充雄
- 平成29年 - 筑波：大谷公一
- 平成28年 - 第弐：棚澤正行（ゆうせいざ）
- 平成27年 - 第壱：石山洋一（石山商工）
- 平成26年 - 仲町：八木橋宏貴（八木橋百貨店）
- 平成25年 - 鎌倉：大澤孝至（松坂屋建材株式会社）
- 平成24年 - 荒川：岡本庄一郎（オカモト建商株式会社）
- 平成23年 - 弥生：上林寛（上林保険事務所）
- 平成22年 - 銀座：澁澤良治（下妻灯油株式会社）
- 平成21年 - 筑波：大久保和政（吉見商事株式会社）
- 平成20年 - 第弐：重竹淳一（重竹歯科医院）
- 平成19年 - 第壱：藤間憲一（株式会社オキナヤ）
- 平成18年 - 仲町：八木橋正隆
- 平成17年 - 鎌倉：富岡清（熊谷市薬剤師会）
- 平成16年 - 荒川：中條育行（花堤）
- 平成15年 - 彌生：吉田義捷
- 平成14年 - 銀座：八木沢幸
- 平成13年 - 筑波：原田徹
- 平成12年 - 第弐：今井徹雄（今井屋）
- 平成11年 - 第壱：坂田文義
- 平成10年 - 仲町：八木橋宏純（八木橋百貨店）
- 平成9年 - 鎌倉：新井清武（荒川幼稚園）
- 平成8年 - 荒川：刑部久三
- 平成7年 - 彌生：田中博兼
- 平成6年 - 銀座：小林良司
- 平成5年 - 筑波：前田昇
- 平成4年 - 第弐：松本光弘（松本米穀精麦）
- 平成3年 - 第壱：石山富士四郎（石山商工）
- 平成2年 - 仲町：八木橋本純（八木橋百貨店）
- 平成元年 - 鎌倉：飛田弘（ヤオマス青果）
- 昭和63年 - 荒川：橋本孔雄
- 昭和62年 - 彌生：加藤武治
- 昭和61年 - 銀座：吉野幸村
- 昭和60年 - 筑波：大久保政一（吉見商事株式会社）
- 昭和59年 - 第弐：重竹賢一（重武歯科医院）
- 昭和58年 - 第壱：稲葉正雄
- 昭和57年 - 仲町：八木橋宏純（八木橋百貨店）
- 昭和56年 - 鎌倉：槇山三善（南海堂）
- 昭和55年 - 荒川：橋本孔雄
- 昭和54年 - 彌生：岡本淳一
- 昭和53年 - 銀座：森田正雄
- 昭和52年 - 筑波：松本安右衛門（松本安右衛門商店）
- 昭和51年 - 第弐：岡正一
- 昭和50年 - 第壱：房前勲（ふささき）
- 昭和49年 - 仲町：小林茂二
- 昭和48年 - 鎌倉：岩崎守次（大正堂）
- 昭和47年 - 荒川：海野幸作
- 昭和46年 - 彌生：友竹芳晴
- 昭和45年 - 銀座：西原米一郎
- 昭和44年 - 筑波：黒田小源治
- 昭和43年 - 第弐：今井昌彦（今井屋旅館）
- 昭和42年 - 第壱：宇治勘之助（宇治洋品店）
- 昭和41年 - 仲町：八木橋本次郎　（八木橋百貨店）
- 昭和40年 - 鎌倉：加藤正平（宇良梅月・ 加藤幸子の祖父）
- 昭和39年 - 荒川：柳沢照明
- 昭和38年 - 彌生：神山鉱二郎
- 昭和37年 - 銀座：小林一也
- 昭和36年 - 筑波：矢野泰助
- 昭和35年 - 第弐：川上徳太郎
- 昭和34年 - 第壱：小野万之助
- 昭和33年 - 仲町：八木橋七郎　（八木橋百貨店）
- 昭和32年 - 鎌倉：岩崎光一（大正堂）

## 参加町区（山車・屋台）一覧
| 町区名     | 建制順序 | 山車人形       | 囃子会名         | 囃子の伝来元     | 備考                         |
| ---------- | -------- | -------------- | ---------------- | ---------------- | ---------------------------- |
| 第一本町区 | 1        | 神武天皇       | 神武おはやし会   | 深谷市岡（下郷） | 旧五ヶ町                     |
| 第二本町区 | 2        | 天手力男命     | 本三四おはやし会 | 深谷市岡（上郷） | 旧五ヶ町                     |
| 筑波区     | 3        | 日本武尊       | 筑波おはやし会   | 深谷市高島       | 旧五ヶ町                     |
| 銀座区     | 4        | 熊谷次郎直実公 | 鳳鸞お囃子会     | 深谷市新井       |                              |
| 弥生町区   | 5        | （屋台）       | 弥生町おはやし会 | 深谷市人見       |                              |
| 荒川区     | 6        | 大国主尊       | 荒川区おはやし会 | 深谷市新井       | 一部旧石原村にまたがる       |
| 伊勢町区   | -        | （屋台）       | 伊勢町おはやし会 | 深谷市           | 旧石原村                     |
| 鎌倉区     | 7        | （屋台）       | 八千代会         | 深谷市明戸       | 旧五ヶ町                     |
| 仲町区     | 8        | 素戔嗚尊       | 仲町おはやし会   | 深谷市新井       | 旧五ヶ町                     |
| 桜町区     | -        | （屋台）       | 桜会             | 熊谷市仲町       | 一部旧箱田村にまたがる       |
| 本石区     | -        | （屋台）       | 本石町おはやし会 | 深谷市藤沢・明戸 | 旧石原村、祭礼は石原八坂神社 |
| 石原区     | -        | （屋台）       | 石原区おはやし会 | 深谷市小台       | 旧石原村、祭礼は石原八坂神社 |

建制順序とは、ここでは年番を担当する順序である。市街地をほぼ時計回りに一周するようになっている。年番町にならない4町区は付番されていないが、伊勢町区および桜町区をそれぞれの町区と関係の深い荒川区・仲町区の次に置き、末尾に石原八坂神社で祭礼を行う2町区をこの順序で置くことが一般的である。この順序は、21日昼の巡行祭での巡行順、22日夜のお祭り広場での曳き合わせ叩き合いでの並び順にも用いられる。

## 会場
- 八坂神社（鎌倉町）・お祭り広場（「市役所通り」と「星川通り」の交差地点）・熊谷駅正面口ロータリー／東口ロータリー・17号国道を中心とした熊谷市街地
JR高崎線／上越新幹線・秩父鉄道秩父本線 熊谷駅
秩父本線 上熊谷駅（八坂神社最寄駅）

## 主な行事
開催年によって時間が変更されている場合があるので、公式サイト等で時間を確認のこと。

### 19日（午後）
- （一般非公開／宮司・各町区総代・組頭他関係者）遷霊祭

### 20日
午前
- 渡御初輿祭
八坂神社にて
- 途上奉幣祭（祇園会）
神輿を担いで、八坂神社を出発し、市内4ヶ所を巡り、お仮屋（お祭り広場横）へ。
- 渡御着輿祭
お仮屋へ神輿を安置。

午後
町内巡行（各町内を巡行）
- 初叩合い
- 平成11年の第壱本町区年番より駅前北口ロータリーでの各町区山車屋台を参集・叩き合いを企画実施。今では初日の一大クライマックスとして定着。のち平成17年に、商業複合施設ティアラ21開業に合わせ、東口前ロータリーでも叩き合いを行い、現在の形態となる。
夕方～同実施時は熊谷駅正面口（北口）・東口ロータリーを車両通行止めにする。
12町の山車・屋台が集まり、3日の祭で最初の叩合いを行なう。
- アンダーパス越え
初叩き合いの後、弥生町にあるJR高崎線の線路下をくぐるアンダーパスを越える。
平成22年度は荒川区、伊勢町区の2台の屋台が人力でアンダーパス越えをした。

### 21日
午前
午後
- 巡行祭
13:00〜八木橋百貨店前より、国道17号沿いに巡行（国道17号は、同時間帯より上下線共車両通行止め・石原駅入り口交差点から銀座2丁目交差点まで・筑波交差点と本石2丁目交差点の南北道路は通行可）。
- 叩合い

### 22日
午前
- 行宮祭
お仮屋にて

午後
- 叩合い
18:00〜国道17号にて（国道17号は、同時間帯より車両通行止め）
- 曳合せ叩合い
20:30〜お祭り広場にて
- 年番送り
21:00〜お祭り広場にて、年番町から迎え年番町への「年番札」送り渡しなど、うちわ祭の締め。
- 還御発輿祭
23:30〜お仮屋にて。

### 23日（未明）
- 神輿巡行
24:00〜熊谷祇園会によりお仮屋から八坂神社へ御輿を移動。
- （非公開）還御着輿祭
25:30〜御輿を八坂神社本宮に返納し、全行事が終了となる。

## 交通規制
- 車両通行止めとそれに伴う路線バスの区間休止および経路変更が毎年発生している。時間やバスの変更はその年の状況等によって変更になる場合があるので、最新の情報を確認の上、利用のこと。
20日 13:00～20:00まで市街地の一部で車両通行止めとなるほか、18:30〜20:00は、熊谷駅正面口・東口ロータリー付近および県道熊谷停車場線も車両通行止めとなる。
  - このため、18:30〜20:00に熊谷駅正面ロータリーを発着するバスが区間運休とし、

籠原・荒川以南・妻沼方面の便は、「局前」停留所を始発・終着地とし、回送で迂回する（駅入口・熊谷駅が休止）。
市道ラグビーロード／県道熊谷羽生線方面の便は、「中西一丁目」／「箱田」停留所まで通常ルートを通った先で迂回し、国道17号線下り線上の臨時降車場（過去に存在した行田車庫行き専用「駅入口」停留所跡地向かい付近）を終着地とし、「女子高前」停留所を始発地とする（駅行きは女子高前・駅入口・熊谷駅が休止、駅発は熊谷駅・駅入口が休止）。
21日・22日の2日間は広範囲で車両通行止めとなる。国道17号が市道北大通りと並走している区間並びに市道市役所通り（21日 13:00-21:00、22日 18:00-21:00）、国道17号・鎌倉町商店街・JR高崎線・熊谷停車場線に囲まれた範囲一帯（21日 13:00-21:00、22日 13:00-22:00）。
  - このため、国道17号を経由する路線は終日北大通り経由に変更。
  - 熊谷市ゆうゆうバスは13:00以降、グライダー号・ムサシトミヨ号で八木橋東停留所の休止、直実号で全便運休となる。
- なお、詳しい交通規制図は、祭公式サイトや熊谷市公式サイト、パンフレット等で案内されている。路線バスの変更情報は、国際十王交通・朝日自動車公式サイトや熊谷市公式サイトのゆうゆうバスページ・各バス停で案内されている。

## その他
- 山車が練り歩く道路の信号機は山車と接触しないように可動式になっていて祭が開催されている時間には上に上げられる。また、市役所通りの中央分離帯も裏返す事で地面に格納できる構造になっている。
- 2007年からは、JTが推進するひろえば街が好きになる運動を市と立正大学との共催で21日・22日に実施している。
- 2007年から山車が今どこにいるかインターネットで確認出来るようになった（現在のシステムは立正大学主導の元、マルティスープ株式会社、株式会社ラソールの共同開発により実現）
- 2008年から（2016年-2018年、2020年-2022年は休止）は、熊谷スポーツ文化公園の駐車場（西第2多目的広場）を利用した、パークアンドライドを21日・22日に実施している。駐車場-市街地-熊谷駅の経路にて利用者無料（駐車時に専用チケットを発行し、バス運転手に提出する形）でバス送迎（国際十王交通が受託運行）する。2008年のみ駐車場-市役所裏（ビーエム観光が受託運行）も実施していた。
- 2008年からは、ごみを減らそうとごみ収集車ならぬ、「護美山車」が登場。「うちわ祭DEクリーンアップ」と銘打ち、祭りのメインコースをごみ拾いをしながら巡行し、祭りの参加者にもごみを捨てないように呼びかけている。
- 2012年からは、COOL SHARE運動と連携し、涼しさを共有し合うことで節電を呼びかけるとともに、涼しさをイメージする商品やサービスに協力する店や場所を500集め、オール熊谷で「熊谷の暑さ」をビジネスモデルにする活動が始まった。